# 2-3树
计算机科学中，2–3树（英語：2–3 tree）是一种树型数据结构，由约翰·霍普克洛夫特于1970年发明。
2–3樹中的内部节点可以有2个子節點和1个数据元素、或有3个子節點和2个数据元素，叶子节点有1至2个数据元素。

2节点
3节点

2–3树和AA树是等距同构的，意味着它们是同一种数据结构。换句话说，对于每个2–3树，都至少存在1種AA树和它的元素排列是相同的。2–3树是平衡树，意味着右边，左边，中间的子树的元素数量都是相同或接近的。

## 定义
如果一个内部节点拥有一个数据元素、两个子节点，则此节点为2节点。
如果一个内部节点拥有两个数据元素、三个子节点，则此节点为3节点。
当且仅当以下叙述中有一条成立时，T为2–3树：
- T为空。即T不包含任何节点。
- T为拥有数据元素a的2节点。若T的左子節點为L、右子節點为R，则： 
  - L和R是等高的2–3树；
  - a大于L中的所有数据元素；同时
  - a小于等于R中的所有数据元素。
- T为拥有数据元素a和b的3节点，其中a  < b。若T的左子節點为L、中子節點为M、右子節點为R，则：
  - L、M、和R是等高的2–3树；
  - a大于L中的所有数据元素，并且小于等于M中的所有数据元素；同时
  - b大于M中的所有数据元素，并且小于等于R中的所有数据元素。

## 操作
2–3树的查找元素操作与二叉搜索树的查找类似。因为节点中的数据元素都是有序的，所以查找函数可以据此进入正确的子树进行查找，最终找到正确的节点。
进行插入操作时，可以先通过查找操作确定合适的位置，然后将数据插入对应节点。如果插入后的节点变成4节点（包含三个数据元素），则需将该节点拆分为两个2节点，中间的数据元素进入父节点。这样一来，该父节点也可能也会因此变成4节点，则该父节点也会拆分为两个2节点，中间的数据元素进入该父节点的父节点，以此类推，直到修改后的父节点不需要分裂，或者被拆分的是根节点，此时中间数据元素就会单独形成2节点，成为新的根节点。

2-3树插入操作的三种情况